# Goya a Madrid (1775-1792)

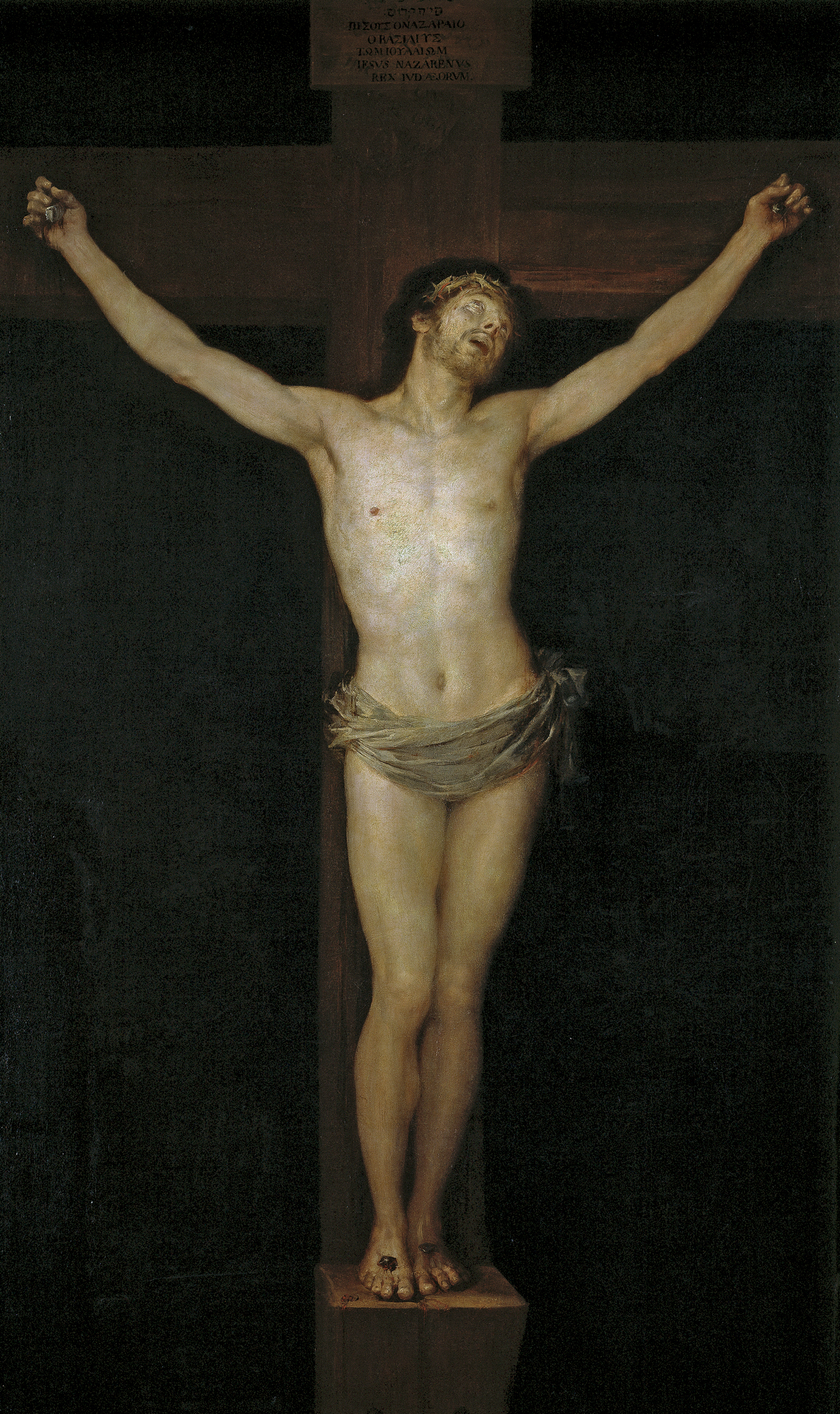
Crist crucificat, 1780.

Durant el període de Goya a Madrid (1775-1792) la tasca principal va ser la realització dels cartons necessaris per a la confecció de tapissos. La confecció de tapissos per a les dependències de la reialesa espanyola havia estat un esforç dels Borbons que s'ajustava a l'esperit de la Il·lustració, car es tractava d'una empresa que fomentava la indústria de qualitat. A partir del regnat de  Carles III, les estampes s'esforçaran per representar motius espanyols, en línia amb el pintoresquisme vigent en els sainets teatrals de Ramón de la Cruz o les populars estampes gravades per Juan de la Cruz Cano i Olmedilla, Col·lecció de vestits d'Espanya tant antics com moderns (1777-1788), que van tenir una enorme repercussió. Per arribar al tapís havia d'elaborar un model previ en cartó, que servia de base al teler i que reproduïa un llenç d'algun dels pintors secundaris que elaboraven esbossos i després quadres per a tal fi. En els primers anys se seguien models flamencs, de l'escola de David Teniers i Philips Wouwermans. A partir de 1746 amb l'impuls de Ferran VI es va renovar l'estil dels cartons, comptant amb artístes com José Camarón, Antonio González Velázquez, José del Castillo o Ramón Bayeu; tots ells sota la direcció de Francisco Bayeu i Mariano Salvador Maella, i en última instància, per Anton Raphael Mengs. Aquest va ser a més el rector del gust neoclàssic a Espanya, encara que només va poder ocupar personalment, en el període en què va treballar Goya, de la direcció de la Real Fàbrica de Tapissos de Santa Bàrbara entre 1775 i 1776, data en què parteix cap a Roma.
Com a pintor de la cort també realitzà retrats, influït per la referència de l'art de Velázquez. També, puntualment va satisfer alguns encàrrecs d'obres religioses.

## Cartons per a tapissos

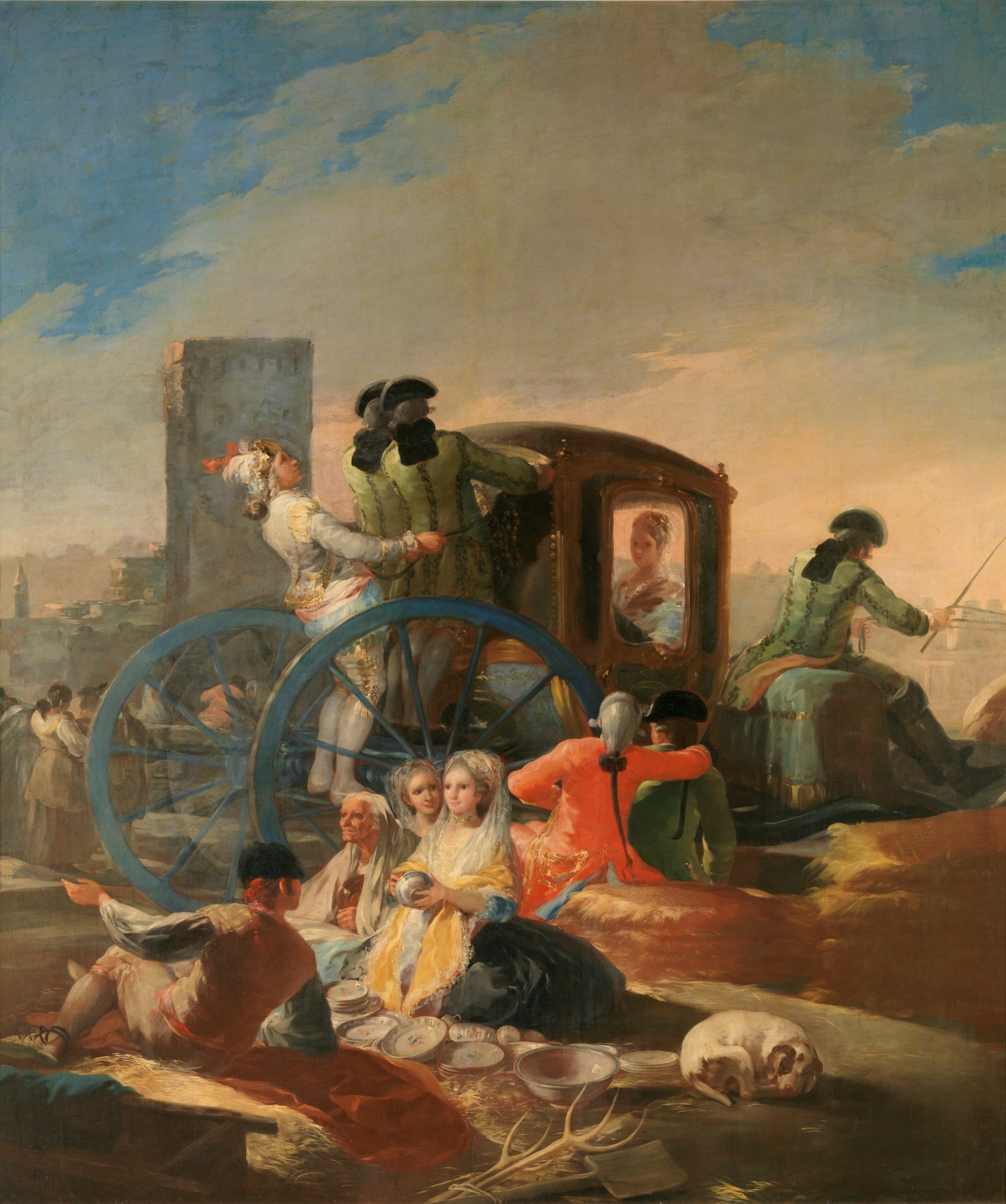
El cacharrero, 1779.

Goya comença la seva tasca, menor com a pintor, però important per a introduir-se en els cercles aristocràtics, amb la dificultat afegida de conjugar el rococó de  Tiepolo i el neoclassicisme de Mengs per assolir l'estil apropiat per uns quadres destinats a la decoració de les estances reals, on prima el bon gust i l'observació dels costums espanyols; tot això, a més, dotant l'escena d'encant no exempt de varietat en la unitat. No és encara realisme ple -si bé alguns dels seus olis per cartons denoten verisme, com La nevada (1786) o El paleta ferit (1787)-, però sí que va ser necessari allunyar tant del barroc tardà de la pintura religiosa de províncies com l'il·lusionista rococó, inadequat per a obtenir una impressió de factura «del natural» (com demanava sempre el pintoresquismo). També era necessari distanciar de l'excessiva rigidesa academicista del neoclassicisme, que no afavoria la narració i la vivacitat a l'anècdota requerida en aquestes imatges de costums, protagonitzades per tipus populars o aristòcrates disfressats de macos i maques, com es pot apreciar en La gallina cega (1789). El pintoresc necessita que l'espectador senti que l'ambient, els tipus, els paisatges i escenes són contemporanis, quotidians, com els que pot contemplar ell mateix, però a la vegada, la vista ha de ser entretinguda i despertar la curiositat, perquè en cas contrari mancarien interès. D'altra banda, el realisme capta el motiu individualitzat; els personatges de la pintura de costums són, en canvi, tipus representatius d'un col·lectiu.
L'activitat de Goya per la Reial Fàbrica de Tapissos de santa Bàrbara es va perllongar durant dotze anys, de 1775 a 1780 en un primer quinquenni de treball i de 1786 fins a 1792 (altres set anys), any en què una greu malaltia, que li va provocar la seva sordesa, ho va allunyar definitivament d'aquesta tasca. En total va fer quatre sèries de cartons distribuïts de la manera següent: 

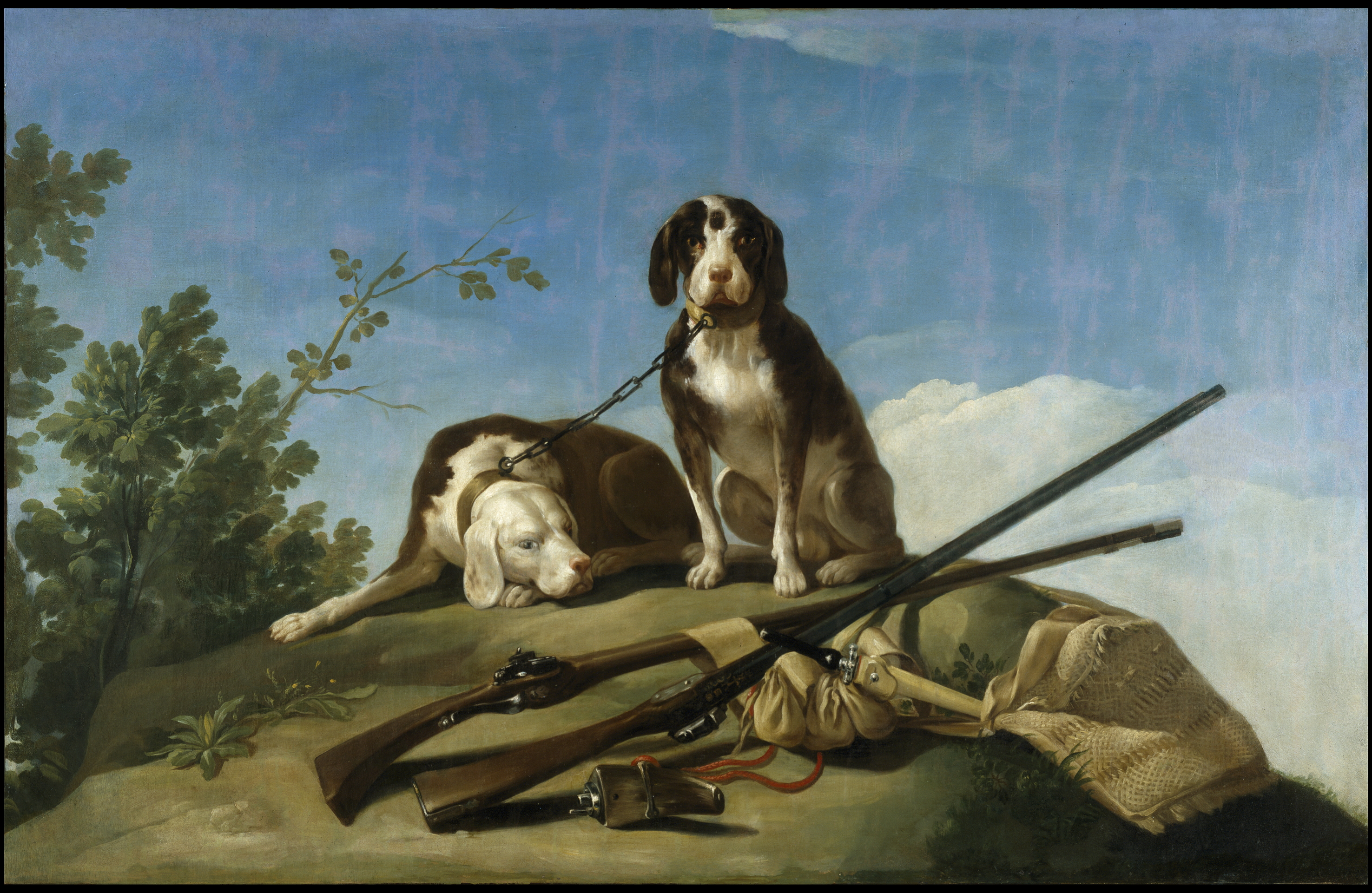
Gossos en coble, 1775.

### Primera sèrie[3]
Realitzada en 1775, consta de nou quadres de tema cinegètic realitzats per la decoració del menjador dels  Prínceps d'Astúries -els futurs  Carles IV i Maria Lluïsa de Borbó-Parma- a El Escorial. A la sèrie pertanyen La caça de la guatlla, encara molt influït per les maneres dels germans Bayeu, Gossos en coble o Caça amb mussol i xarxa.

### Segona sèrie[3]
Es poden distingir dos grups d'encàrrecs el tema és la representació de diversions populars, generalment d'oci campestre, com corresponia a la ubicació del Palau. És per això que s'insisteix a localitzar les escenes a la riba del Manzanares. Els executats entre 1776 i 1778, destinats al menjador dels Prínceps en el Palau de El Pardo, i els realitzats en 1778 i 1780 per al dormitori de l'esmentat palau.

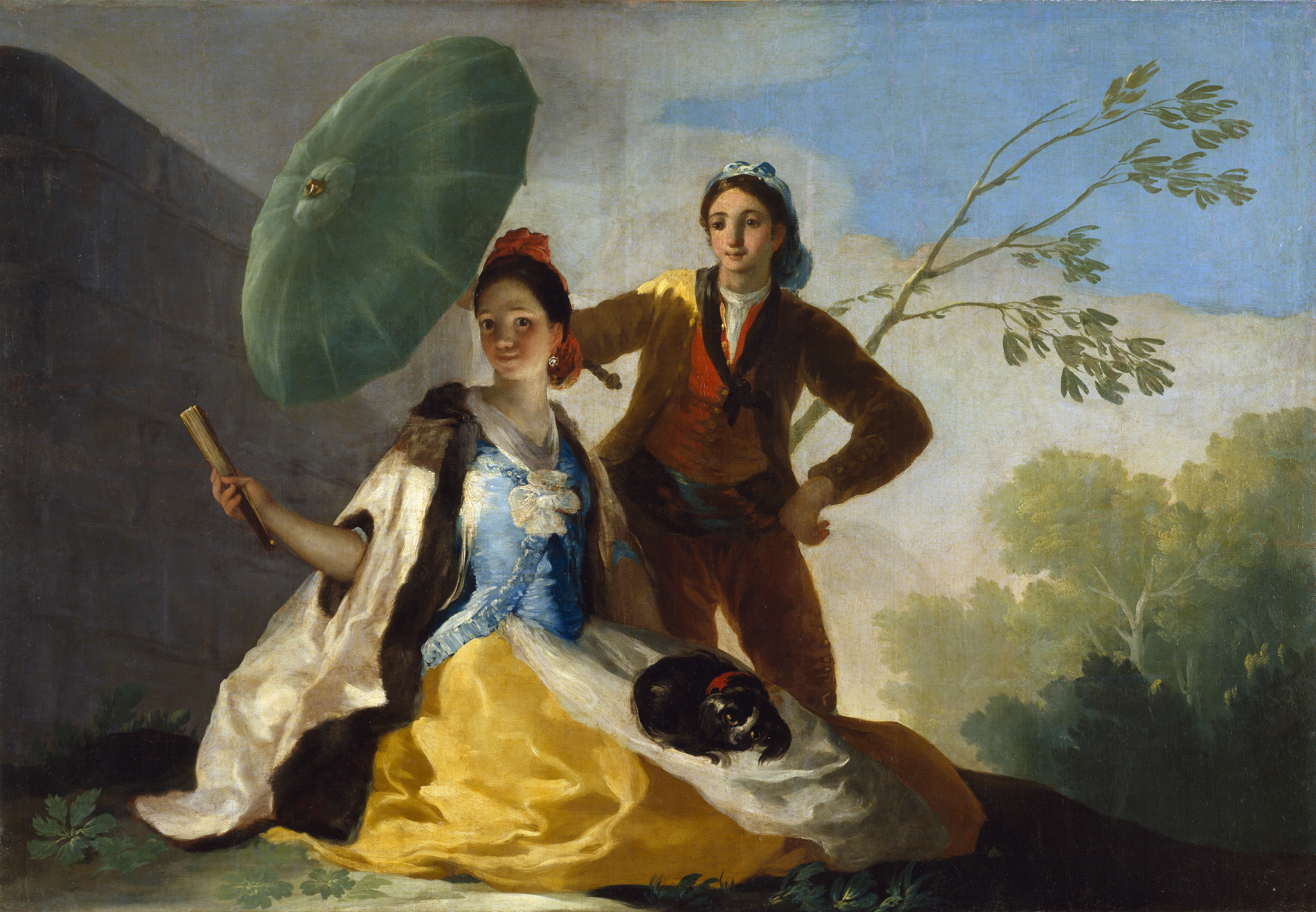
El para-sol, 1777.

El primer grup comença amb El berenar a la vora del Manzanares lliurat a l'octubre de 1776 i inspirat en el sainet homònim de Ramón de la Cruz. El segueixen Passeig per Andalusia (també conegut com La maja i els embozados), Ball a la riba del Manzanares i, potser la seva obra més aconseguida d'aquesta sèrie, El para-sol, un quadre que aconsegueix un magnífic equilibri entre la composició d'arrel neoclàssica en piràmide i els efectes cromàtics propis de la pintura galant.
A l'avantcambra i el dormitori principesc pertanyen La Novillada, on gran part de la crítica ha volgut veure un autoretrat de Goya en el jove torero que mira l'espectador, La fira de Madrid (il·lustració d'un passatge d’El rastre al matí, un altre sainet de Ramon de la Creu), Joc de pilota a pala i El cacharrero, on mostra el seu domini del llenguatge del cartó per a tapís: composició variada però no inconnexa, diverses línies de força i diferents centres d'interès, reunió de personatges de diferents estrats socials, qualitats tàctils en el bodegó de pisa valenciana del primer terme, dinamisme de la carrossa, difuminat del retrat de la dama de l'interior del carruatge, i, en fi, una plena explotació de tots els recursos que aquest gènere de pintures podia oferir.

### Tercera sèrie[3]

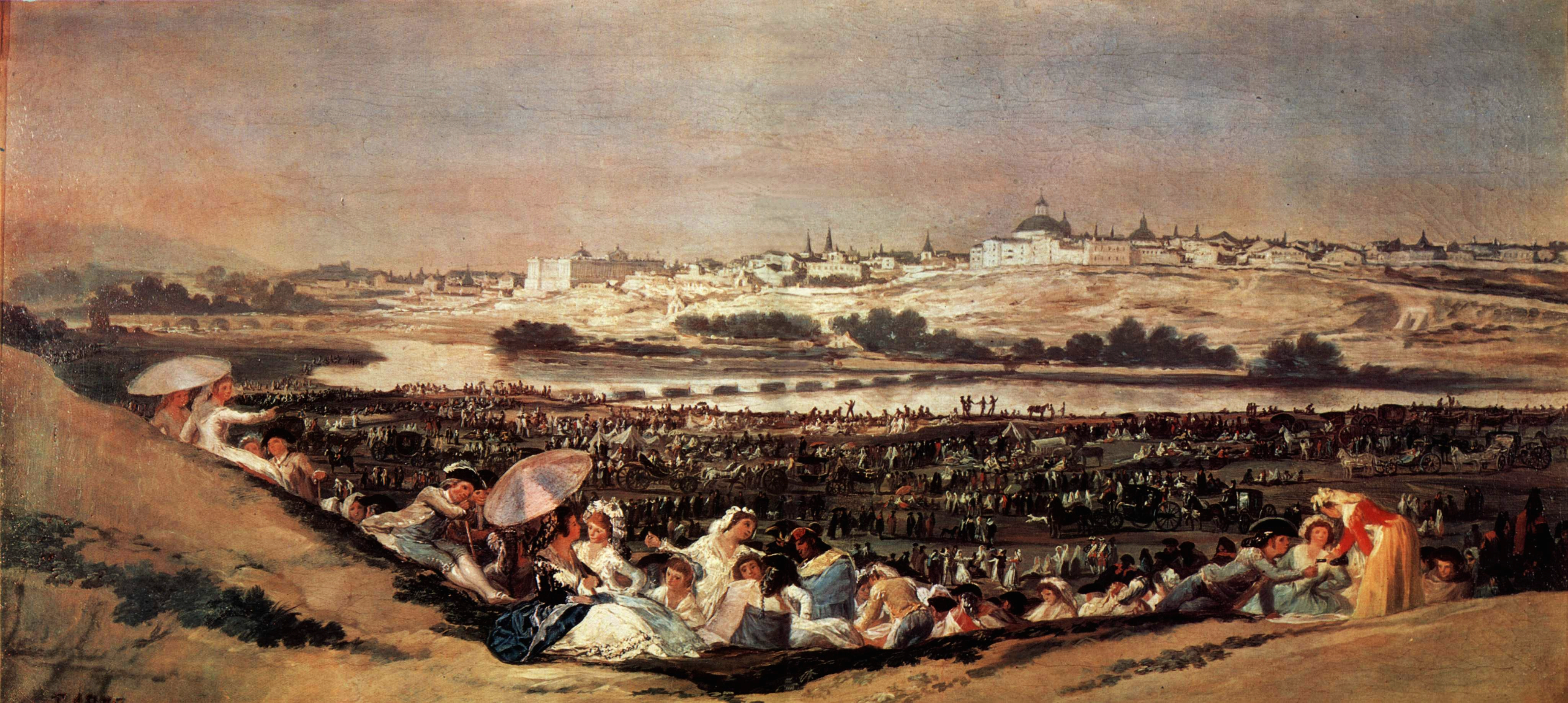
La pradera de Sant Isidre, 1788.

Després d'un període (1780-1786) en què Goya va emprendre altres treballs, que van ser la seva dedicació a exercir de retratista de moda de la classe acomodada madrilenya i la recepció de l'encàrrec de pintar un quadre per  San Francisco el Grande de Madrid i una de les cúpules de  El Pilar, reprèn el seu treball com a oficial de la fàbrica de tapissos el 1786 amb una sèrie dedicada a l'ornamentació del menjador del Palau de El Pardo.
El programa decoratiu comença amb un grup de quatre quadres al·legòrics a les estacions de l'any (entre els quals destaca La nevada o L'hivern, amb el seu paisatge de tons grisencs i el verisme i dinamisme de l'escena), per continuar amb altres escenes d'abast social, com Els pobres en la font o El paleta ferit.
A més dels treballs dedicats a l'ornamentació del menjador dels prínceps es documenten alguns esbossos realitzats com a preparació a les teles que anaven a decorar el dormitori de les infantes en el mateix palau. Entre ells trobem una obra mestra, La pradera de Sant Isidre que, com és habitual en Goya, és més audaç en els esbossos i més «modern» (pel seu ús d'una pinzellada enèrgica, ràpida i solta) que en els llenços ia rematats. A causa de la inesperada mort del rei Carles III el 1788, aquest projecte va quedar interromput, si bé un altre dels esbossos va donar lloc a un dels seus més coneguts cartons: La gallina cega.

### Quarta sèrie[3]
Amb destinació al despatx del recentment proclamat rei Carles IV a El Escorial emprèn l'execució d'una altra sèrie de cartons entre 1788 i 1792 els temes adquireixen matisos satírics, encara que segueixen donant compte d'aspectes alegres de la societat espanyola del seu temps. Així apareixen de nou jocs a l'aire lliure protagonitzats per joves, com a Els xanques, nois (Les nanes) o les dones que a El ninot semblen gaudir amb la revenja de la dominant posició social de l'home, mantejant a un ninot grotesc.
Comencen amb aquesta sèrie a aparèixer els comentaris crítics cap a la societat del seu temps que es desenvoluparan més endavant, especialment en la seva obra gràfica, l'exemple més aviat és la sèrie dels Capritxos. Apareixen ja en aquests cartons rostres que anuncien les caricatures de la seva obra posterior, com es pot veure a la cara de faccions simiesques del nuvi d'El casament (1792).

## Retrats i acadèmic
Des de la seva arribada a Madrid per a treballar a la cort, Goya té accés a les col·leccions de pintura dels reis, i l'art de l'aragonès tindrà en la segona meitat de la dècada de 1770 un referent en Velázquez. La pintura del mestre havia estat elogiada el 1780 en un discurs pronunciat per  Jovellanos a la Reial Acadèmia de Belles Arts de San Fernando en el qual lloava el naturalisme del mestre sevillà davant l'excessiva idealització dels defensors neoclàssics d'una pretesa Bellesa Ideal.
En la pintura del gran mestre sevillà, Jovellanos apreciava valors originals d'invenció, tècnica pictòrica (taques de pintura formant brillantors que l'il·lustrat Gijon anomenà «efectes màgics") i defensa de la tradició pròpia que, segons l'asturià, no desmereixia de la francesa, flamenca o italiana, dominant en la pintura dieciochesco a la Península. Goya va poder fer-se ressò d'aquest corrent de pensament i en 1778 publica una sèrie de gravats a l'aiguafort que reprodueix quadres de Velázquez. La col·lecció va ser molt ben rebuda, ja que la societat espanyola demandava reproduccions de les poc accessibles pintures dels llocs reals. Les estampes van ser elogiades per Antonio Ponz en el volum vuitè de l seu Viatge d'Espanya, publicat aquell mateix any.
També en els seus quadres Goya aplica els enginyosos tocs de llum velazqueños, de la perspectiva aèria i un dibuix naturalista, visibles en el  retrat de Carles III caçador (cap a 1788), el rostre arrugat recorda el dels homes madurs del primer Velázquez.
Goya es va
 en aquests anys l'admiració dels seus superiors, en especial la de Mengs «a qui havia sorprès la facilitat amb què feia [els cartons]». El seu ascens social i professional és notable i així, en 1780, és nomenat per fi acadèmic de mèrit de l'Acadèmia de San Fernando. Amb motiu d'aquest esdeveniment pinta un  Crist crucificat de factura eclèctica on mostra el seu domini de l'anatomia, la llum dramàtica i els mitjans tons, en un homenatge que recorda tant al Crist de Mengs, com al de Velázquez.

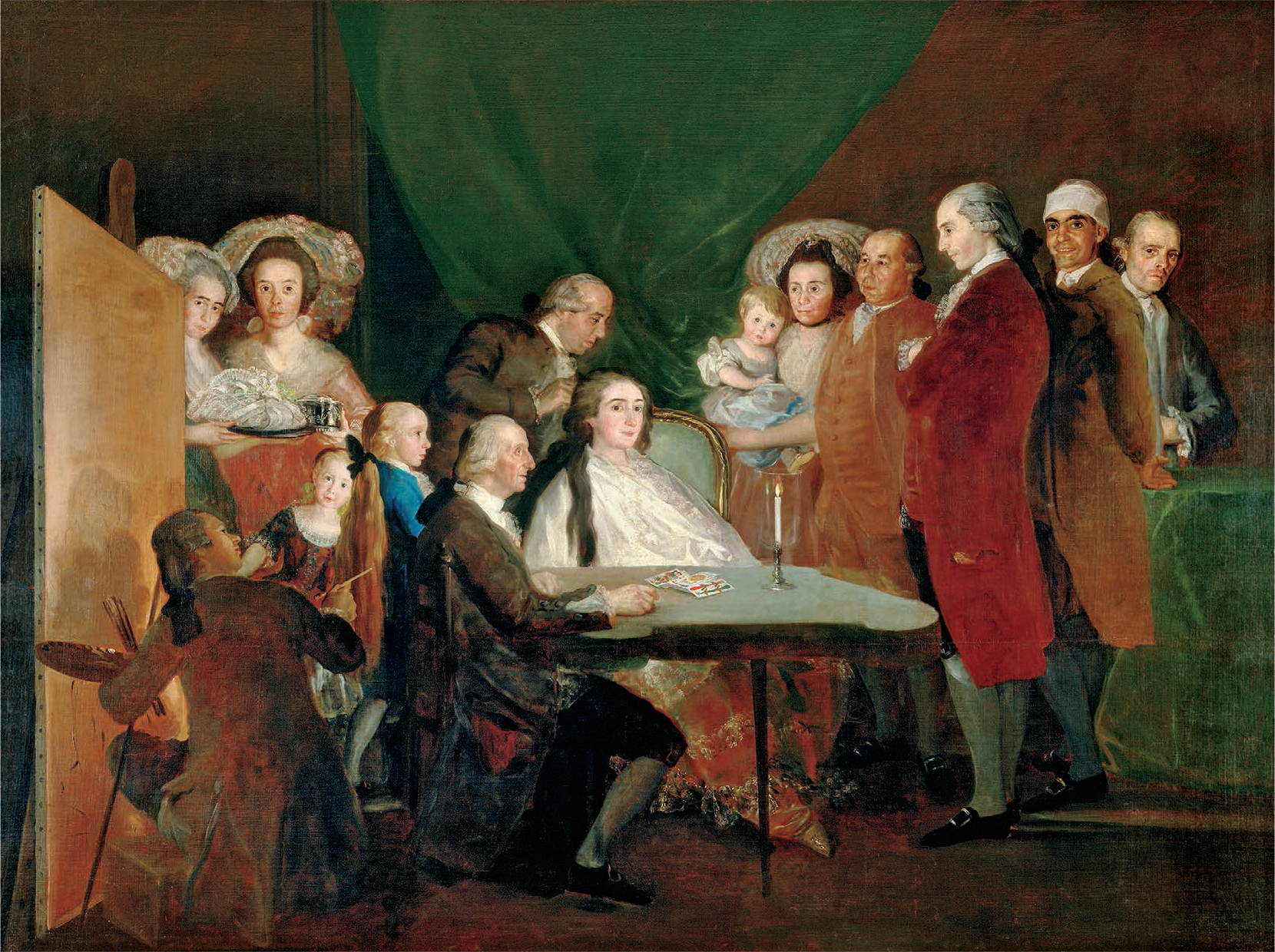
La família de l'infant don Luis de Borbó, 1784 (Fundació Magnani Rocca, Corte di Mamiano, Itàlia).

Al llarg de tota la dècada de 1780 entra en contacte amb l'alta societat madrilenya, que sol·licita ser immortalitzada pels seus pinzells, convertint-se en la seva retratista de moda. Va ser decisiva per a la introducció de Goya a l'elit de la cultura espanyola la seva amistat amb Gaspar Melchor de Jovellanos i Juan Agustín Ceán Bermúdez, historiador de l'art. Gràcies a això rep nombrosos encàrrecs, com els del recentment creat (en 1782) Banc de San Carlos i del Col·legi de Calatrava de Salamanca. De summa importància va ser també la seva relació amb la petita cort que l'infant don Luis de Borbó s'havia creat a Arenas de San Pedro (Àvila), al costat del músic Luigi Boccherini i altres figures de la cultura espanyola. Don Luis havia renunciat a tots els seus drets successoris en casar amb una dama aragonesa, María Teresa Vallabriga, el secretari i gentilhombre de cambra tenia llaços familiars amb la família Bayeu. Del seu coneixement donen compte diversos retrats de la infanta Maria Teresa (un d'ells eqüestre) i, sobretot,La família de l'infant don Luis (1784), un dels quadres més complexos i aconseguits d'aquesta època.

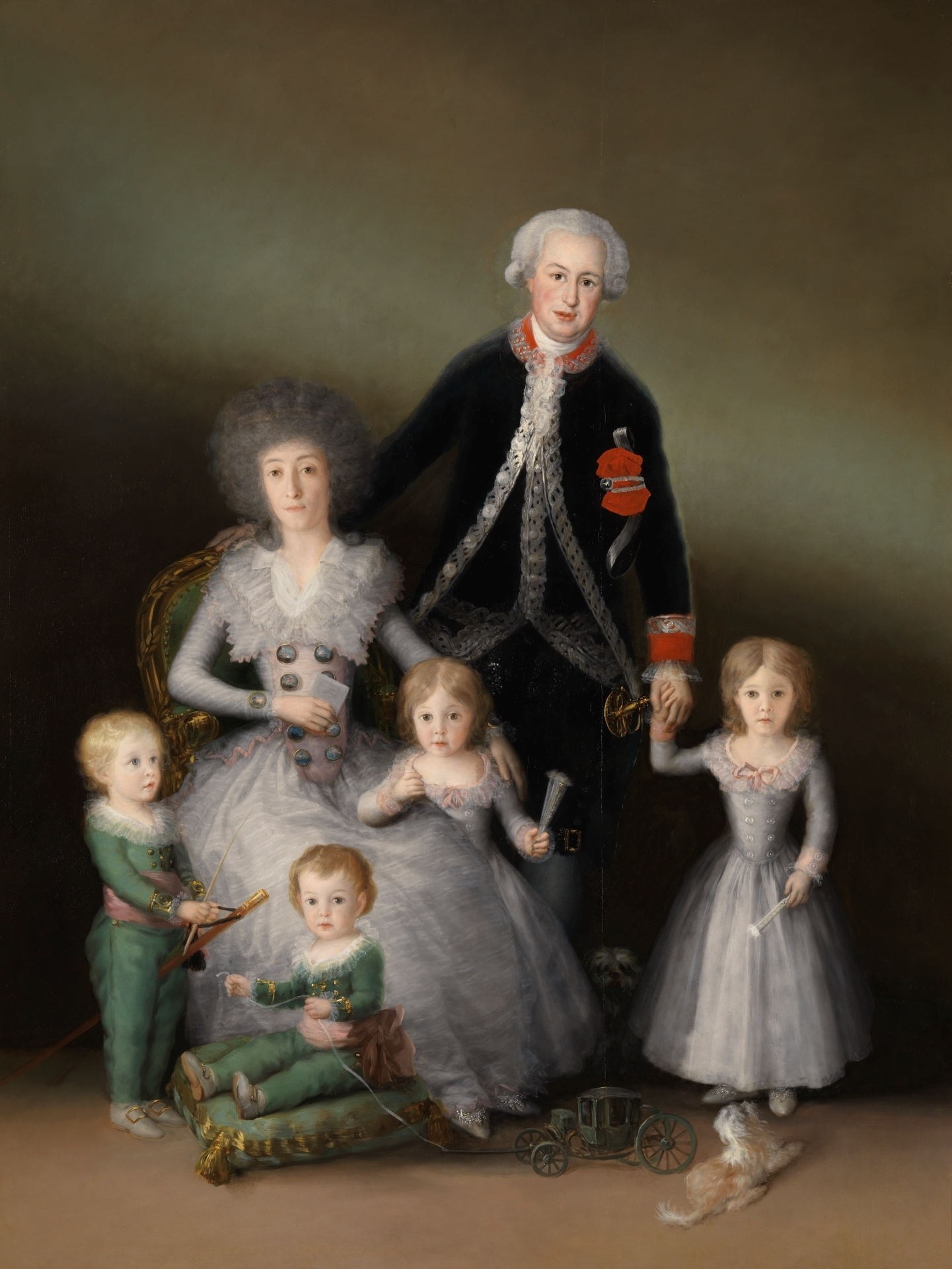
Els ducs d'Osuna i els seus fills, 1788 (Museu del Prado).

D'altra banda, l'ascens de José Moñino y Redondo, comte de Floridablanca dins la governació d'Espanya i la bona opinió que tenia de la pintura del seu compatriota, li va proporcionar alguns dels seus més importants encàrrecs: dos retrats del Primer Ministre, entre els quals destaca el de 1783, El Conde de Floridablanca i Goya, que reflecteix l'acte in fieri del mateix Goya autoretrat com a pintor que mostra el quadre que està pintant al ministre, jugant amb la idea de la mise en abyme.
Tanmateix, potser el més decidit suport de Goya va ser el dels ducs d'Osuna (família a la qual va retratar l’afamat Els ducs d'Osuna i els seus fills), en especial el de la duquessa María Josefa Pimentel, una dona culta i activa en els cercles il·lustrats madrilenys. Per aquesta època estaven decorant la seva cinquena de El Capricho i per a tal fi van sol·licitar a Goya una sèrie de quadres de costums amb característiques semblants a les dels models per tapissos dels Llocs Reials, que van ser lliurats el 1787. Les diferències amb els cartons per a la Reial Fàbrica són notables. La proporció de les figures és més reduïda, amb la qual cosa es destaca el caràcter teatral i rococó del paisatge. La natura adopta un caràcter sublim («El Sublim» del paisatge era una categoria definida per llavors en les preceptives estètiques). I sobretot s'aprecia la introducció d'escenes de violència o desgràcia, com succeeix a La caiguda, on una dona acaba de desplomar-des d'un arbre sense que sapiguem de la gravetat de les ferides patides, o en l’Assalt de la diligència, on veiem a l'esquerra un personatge que acaba de rebre un xut a boca de canó mentre els ocupants d'un carruatge són desvalijados per una partida de bandolers. En un altre d'aquests quadres, La conducció d'una pedra, de nou destaca l'innovador del tema, el treball físic dels obrers de les capes humils de la societat. Aquesta preocupació incipient per la classe obrera parla no només de la influència de les preocupacions del Prerromanticisme, sinó també del grau d'assimilació que Goya havia fet de l'ideari dels il·lustrats que freqüentà.
D'aquesta manera Goya va guanyant prestigi, i els ascensos se succeeixen. El 1785 és nomenat Tinent Director de Pintura de l'Acadèmia de San Fernando (semblant al lloc de subdirector), i el 1789, als seus quaranta-tres anys i després de la pujada al tron del nou rei Carles IV i fer el seu retrat, Pintor de Cambra del Rei, el que el capacita per executar els retrats oficials de la família reial al mateix temps que obtenia unes rendes que li permetien donar-se el luxe de comprar cotxe i els seus tan desitjats «campicos», com reiteradament li escrivia a Martín Zapater, el seu amic de sempre.

## Pintura religiosa

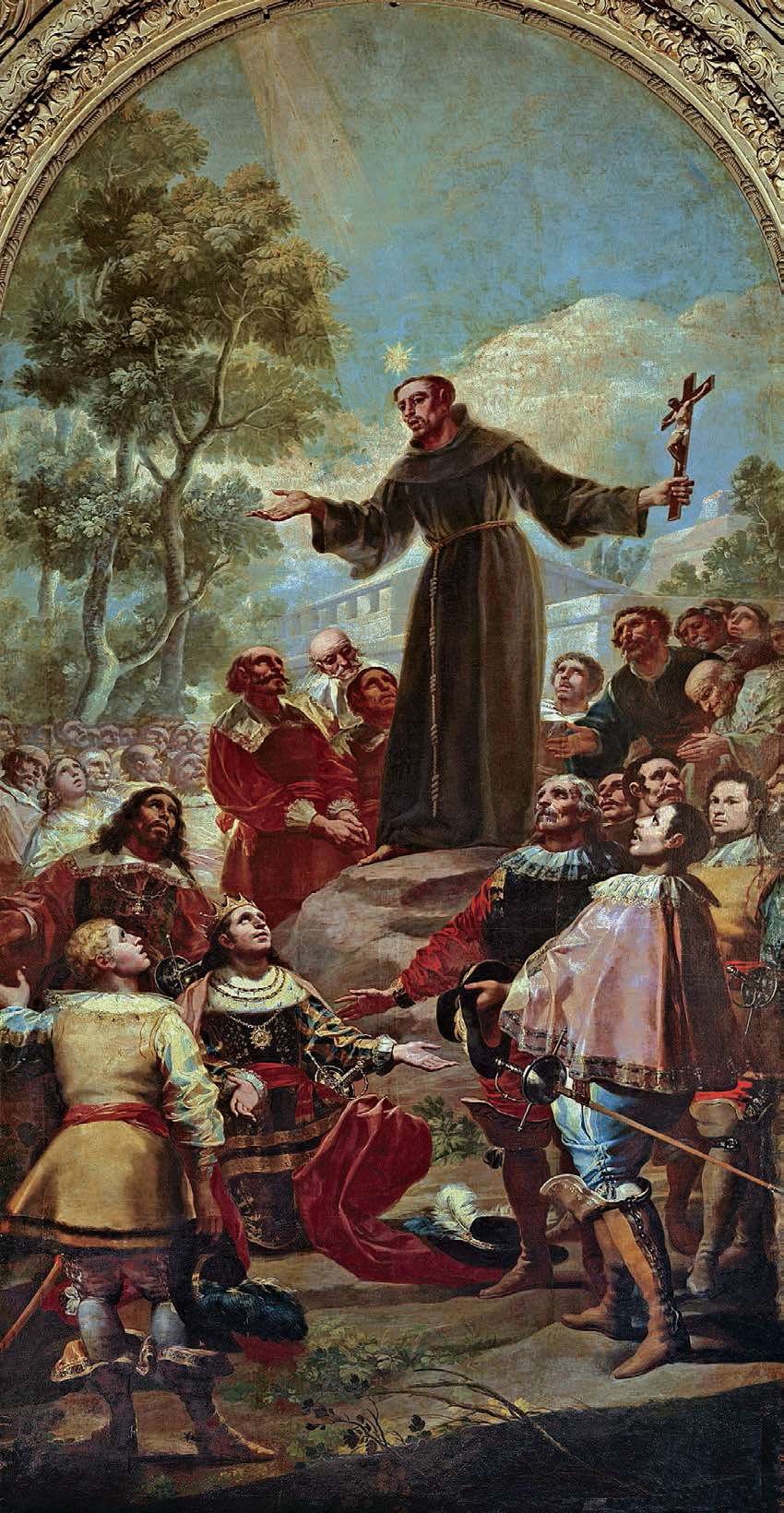
San Bernardino de Siena predicant davant Alfons V d'Aragó, 1783. Forma part de la decoració de San Francisco el Grande de Madrid. Es considera que Goya es autorretrat en el jove de la dreta.

Des de començaments de 1778 Goya espera rebre la confirmació d'un important encàrrec, la decoració pictòrica d'una cúpula de la Basílica de Nuestra Señora del Pilar, que la Junta de Fàbrica d'aquest temple va voler encomanar a Francisco Bayeu, que al seu torn va proposar a Goya i al seu germà  Ramón per a la seva realització. En la decoració de la cúpula Regina Martirum i les seves petxines dipositava l'artista grans esperances, car la seva feina com a pintor de cartons no podia satisfer l'ambició que aspirava com a gran pintor.
En 1780, any en el qual és nomenat acadèmic, emprèn viatge a Saragossa per a realitzar el fresc sota la direcció del seu cunyat, Francisco Bayeu. Tanmateix, al cap d'un any, el resultat no va satisfer a la Junta del Pilar i es va proposar a Bayeu corregir els frescos abans de donar la seva aprovació per continuar amb les Pechina. Goya no va acceptar les crítiques i es va oposar que s'intervingués en el seu just acabada obra. Finalment a mitjans de 1781 l'aragonès, molt dolgut -en una carta adreçada a Martín Zapater expressa que «en acordarme de Saragossa i pintura em cremo bibo ...»-, tornar a la cort. El ressentiment va durar fins que el 1789 va conèixer la intercessió Bayeu en el seu nomenament com a Pintor de Cambra del Rei. A finals d'aquest any, per altra banda, mor el seu pare.

Poc després Goya, juntament amb els millors pintors del moment, va ser requerit per pintar un dels quadres que anaven a decorar l'església de San Francisco el Grande de Madrid, en el que es converteix per ell en una oportunitat d'establir una competència amb els millors artífexs contemporanis. Després dels frecs haguts amb el major dels Bayeu, Goya prestarà un detallat seguiment a aquest treball en l'epistolari adreçat a Martín Zapater i intentarà mostrar com la seva obra val més que la del respetadísimo Francisco Bayeu, a qui es va encarregar la pintura de l'altar major. Tot això es reflecteix en la carta datada a Madrid a 11 de gener de 1783, en la qual explica com té notícia que Carles IV, llavors encara Príncep d'Astúries, ha injuriat el llenç del seu cunyat en aquests termes: 
| «                                                                                                  | El que va succeir a Bayeu va ser el següent: Abiendo presentat el seu quadre en palau i aber dit el Rei [Carles III] bo, bo, bo com acostuma; despues ho bio el Príncep [el futur Carles IV] i Ynfantes el que digeron, res ai a fabor de l'esmentat Bayeu, sinó en contra perquè és públic que a aquests senyors res a agradat. Va arribar a Palau Don Juan de Villanueba, la seva Arquitecte i li va preguntar el Principe, que et sembla d'aquest quadre, va respondre: Senyor, bé. Ets un bèstia li va dir el principe que no té aquest quadre clar obscur ni efecte cap i molt sovint, sense cap merito. Digues-li a Bayeu que és un bèstia. Això m'ho han comptat 6 o 7 professors i dos amics de Villanueba que l'se'ls a comptat, encara que el fet va ser davant d'alguns senyors que no s'ha pogut amagar. | » |
| — Apud Bozal (2005), vol. 1, pàg. 89-90. Cfr tb. Goya, Cartas a Martín Zapater, ed. cit. pàg. 134. | |   |

 L'obra al·ludida és San Bernardino de Siena predicant davant Alfons V d'Aragó, acabada el 1783 al mateix temps que treballava en el retrat de la família de l'infant don Luis, i el mateix any d’El comte de Floridablanca i Goya, obres que suposen tres fites que li situen al cim de la pintura del moment. Ja no és només un pintor de cartons, sinó que domina tots els gèneres pictòrics: el religiós, amb el Crist crucificat i el San Bernardino predicant i el cortesà, gràcies els retrats de l'aristocràcia madrilenya i de la família reial.
Fins a 1787 no torna a abordar la pintura de religió, i ho fa amb tres llenços que el rei Carles III li encarrega per al Monestir de Santa Ana de Valladolid:  La mort de sant Josep o El trànsit de sant Josep,  Santa Ludgarda i San Bernardo socórrer un pobre  o Els sants Bernardo i Roberto. En ells la rotunditat dels volums i la qualitat dels plecs dels hàbits blancs reten un homenatge de sòbria austeritat a la pintura de  Zurbarán.
Per encàrrec dels ducs d'Osuna, els seus grans protectors i mecenes en aquesta dècada juntament amb l'infant don  Luis de Borbó, pinta l'any següent per a la seva capella de la Catedral de València, on encara es poden contemplar, Sant Francesc de Borja i el moribund impenitent i el Comiat de sant Francesc de Borja de la seva família.